# 袁玉宇
袁玉宇（1980年5月—），广东广州人，汉族，中华人民共和国企业家、政治人物，广州迈普再生医学科技有限公司董事长、总经理，中国共产党党员，第十三届全国人民代表大会广东地区代表。
2018年2月24日，当选为第十三届全国人大代表。